# Phrynocephalus strauchi
Phrynocephalus strauchi là một loài thằn lằn trong họ Agamidae. Loài này được Nikolsky mô tả khoa học đầu tiên năm 1899.